# طارق الكاظم
طارق الكاظم مخرج إماراتي. حصل على جائزة أريبيان بزنس فيوتشر ستار لعام 2018. اشتهر بفيلمه حكاية الظلال لعام 2017 والفيلم القصير "The Man Who Met The Angel"، الذي عُرض لأول مرة في مهرجان دبي السينمائي الدولي، وكذلك فيلم "Death Circle" و"Quiet" اللذان عُرضا لأول مرة في مهرجان الخليج للأفلام.

## روابط خارجية
- الموقع الرسمي
- A Tale of Shadows على يوتيوب
- طارق الكاظم في قاعدة بيانات الأفلام على الإنترنت
- A Tale of Shadows  في قاعدة بيانات الأفلام على الإنترنت (بالإنجليزية)